# Duff (Saskatchewan)
Duff est une communauté située dans la province de la Saskatchewan, dans le sud-est.